# Luís Cabral (bågskytt)
Luís Cabral, född 8 juli 1960, är en guamansk bågskytt. Han deltog vid olympiska sommarspelen 1992.